# A Love Supreme: Live in Seattle
A Love Supreme: Live in Seattle ist ein Jazzalbum von John Coltrane. Der Mitschnitt entstand am 2. Oktober 1965 und stammt aus seinem einwöchigen Engagement im Veranstaltungsort The Penthouse, Seattle, vom 27. September bis 2. Oktober 1965. Die Aufnahmen erschienen im Oktober 2021 auf Impulse! Records. Bis zu diesem Zeitpunkt waren nur die Aufnahmen einer einzigen vollständigen Live-Aufführung der Suite bekannt, die vom Festival Mondial du Jazz Antibes in Juan-les-Pins im Juli 1965 stammte und auf A Love Supreme Deluxe Edition im Jahr 2002 veröffentlicht worden war.

## Hintergrund
John Coltranes A Love Supreme, das Ende 1964 aufgenommen und Anfang des folgenden Jahres veröffentlicht wurde, „bewohnt eine erhabene Ebene jenseits der meisten anderen Alben in jedem Musikgenre“, notierte Nate Chinen im National Public Radio. Es sei mit Sicherheit eine der berühmtesten Jazzaufnahmen aller Zeiten und strahle eine tiefe, hingebungsvolle Ernsthaftigkeit aus – eine spürbar konzentrierte Begeisterung, die seit langem zu regelrechten Gottesdiensten inspiriere, wie Jazz Night in America in einem kürzlich erschienenen Dokumentarfilm aufgezeigt habe.
Im Juli 1965, einen Monat nach den Ascension-Sessions, spielte Coltrane mit seinem Quartett die bis dato einzige weithin bekannte Aufführung von A Love Supreme beim Festival Jazz d'Antibes in Juan-les-Pins. Der Mitschnitt war 2002 auf einer Deluxe-Neuauflage des Albums enthalten. Der Mitschnitt A Love Supreme: Live in Seattle wurde am 2. Oktober 1965, am Ende eines einwöchigen Gastspiels im Penthouse, von Joe Brazil aufgenommen, einem Freund Coltranes, der mit ihm auch gelegentlich auftrat und im Rahmen der Auftritte im Herbst 1965 Leiter der Vorgruppe war. Brazil benutzte das Aufnahmesystem des Clubs, zwei Mikrofone und ein Ampex-Tonbandgerät; anschließend bewahrte er die Bänder dann fast ein halbes Jahrhundert lang auf. Sie wurden nach seinem Tod im Jahr 2008 in seinem Archiv von dem Jazzmusiker Steve Griggs gefunden.
Die Tatsache, dass Coltrane 1965 in Seattle „A Love Supreme“ aufgeführt hatte, war einem kleinen Kreis schwindender Augenzeugen und Coltrane-Experten seit langem bekannt – etwa dem Jazzhistoriker Lewis Porter, der einen der Essays in den Liner Notes des Albums schrieb. Die Tatsache war nie mehr als eine Fußnote in der Überlieferung von A Love Supreme und blieb auch ohne Erwähnung in Ashley Kahns Buch A Love Supreme / The Creation of John Coltrane's Classic Album. Außerdem gab es bereits eine weitere Dokumentation des Gastspiels, Live in Seattle, ein Doppelalbum, das 1971, mehrere Jahre nach Coltranes Tod, bei Impulse! veröffentlicht wurde. Dieser Mitschnitt stammte alleine aus dem Auftritt vom 30. September und enthielt keine Musik von A Love Supreme.

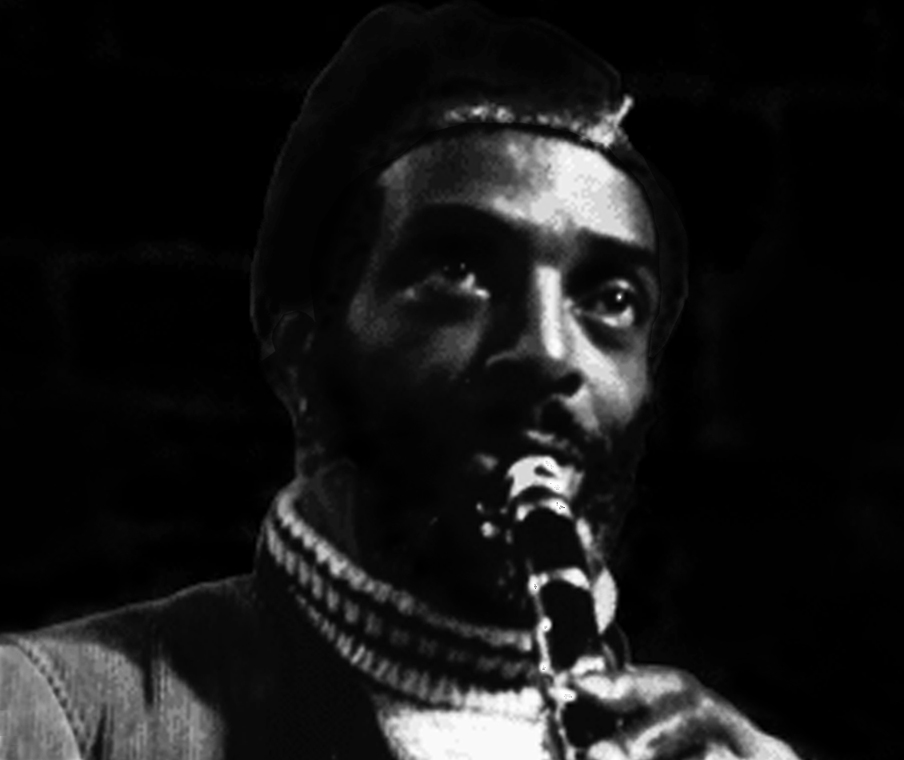
Donald Garrett

Für sein Penthouse-Engagement hatte Coltrane sein reguläres Quartett erweitert; gut eine Woche zuvor hatte er noch in Quartett-Besetzung im Studio von Rudy Van Gelder die Stücke „Living Space“, „Dusk Dawn“, „Vigil“ und „Untitled original“ eingespielt. Zusammen mit Coltranes Rhythmusgruppe – McCoy Tyner am Klavier, Jimmy Garrison am Bass und Elvin Jones am Schlagzeug – enthält die Aufnahme Beiträge von Pharoah Sanders, dem Altsaxophonisten Carlos Ward und einem zweiten Bassisten, Donald „Rafael“ Garrett, der in den Tagen zuvor auch Bassklarinette spielte. Shaker und andere Perkussionselemente werden von Coltrane und Ward gespielt. Möglicherweise war auch Brazil an der Aufnahme beteiligt, der am Vortag bei der Einspielung von Coltranes Album Om beteiligt war.
Niemand weiß, warum Coltrane an diesem Tag beschlossen hatte, A Love Supreme zu spielen, schrieb David A. Graham. Musikhistorikern sind nur wenige Live-Darbietungen der Suite bekannt: neben der sehr originalgetreuen Wiedergabe auf dem Jazzfestival 1965 in Südfrankreich fand eine andere in einer Kirche in Brooklyn statt, die (soweit man dies weiß) nicht aufgezeichnet wurde. Der Pianist und Coltrane-Experte Lewis Porter vermutet, dass Coltrane das Werk eher für ein formelles Publikum und nicht für ein Nachtclub-Publikum geeignet hielt. Aber auch für einen Konzertsaal passte es nicht unbedingt, notierte Graham: „Die Originalaufnahme ist gerade einmal 33 Minuten lang und könnte mit ihrem düsteren Abschluss ein kleiner Wermutstropfen sein“.
Ende 2020 erhielt Impulse! Records Kenntnis vom Konzertmitschnitt der zuvor unbekannten Aufführung der Suite. A Love Supreme: Live in Seattle wurde von Kevin Reeves in den East Iris Studios in Nashville, Tennessee, restauriert und gemastert.
Madison Bloom (Pitchfork Media) zitiert den Toningenieur Kevin Reeves, der in einer Pressemitteilung äußerte: „Bemerkenswert ist, dass Bänder aus dieser Zeit im Laufe der Jahre oft unter Hitze- oder Feuchtigkeitsschäden leiden oder einfach horizontal gestapelt werden. Diese Bänder sind jedoch in ausgezeichnetem Zustand und die Ergebnisse gehören zu den besten Amateuraufnahmen von John Coltrane, an denen wir das Vergnügen hatten, zu arbeiten.“ Das Album enthält außerdem einen Essay des Musikhistorikers Ashley Kahn.

## Titelliste
- John Coltrane: A Love Supreme: Live in Seattle (Impulse! – B0034291-01)[6]

1. A Love Supreme, Pt. 1 – Acknowledgement
2. Interlude 1
3. A Love Supreme, Pt. II – Resolution
4. Interlude 2
5. A Love Supreme, Pt. III – Pursuance
6. Interlude 3
7. Interlude 4
8. A Love Supreme, Pt. IV – Psalm

Die Kompositionen stammen von John Coltrane.

## Rezeption
A Love Supreme: Live in Seattle erreichte am 29. Oktober 2021 Platz 20 in der deutschen Albumcharts. In den deutschen Jazzcharts erreichte das Album Rang vier. Am Ende des Jahres belegte das Album Rang 13 der Jazz-Jahrescharts.
Für Coltrane – damals wie heute einer der am meisten verehrten Saxophonisten – war A Love Supreme auch ein punktgenauer Moment in einem sich wandelnden Bild, schrieb Nate Chinen. Die Mitte der 1960er Jahre war für Coltrane eine Zeit der rasanten Entwicklung, als er immer weiter in die musikalische Katharsis vordrang und sich von den bekannten Verankerungen der Jazz-Performance entfernt habe. Er suchte nach einem direkten spirituellen Ausdruck, der den Standard für einen Kader von Improvisatoren setzen würde, der hinter ihm stand, wie die Tenorsaxophon-Kollegen Pharoah Sanders und Archie Shepp, die beide im Juni 1965 auf seinem Free-Jazz-Markstein Ascension mitgewirkt haben. Der Mitschnitt präsentiere diese Musik in einem herrlichen neuen Licht und mit bemerkenswert klarem Klang. Die Musik sei im wahrsten Sinne des Wortes erhaben, ohne eine Spur von Monotonie. Deren Veröffentlichung sei in jazzhistorischer Hinsicht ein ebenso bedeutendes Ereignis wie jedes Archivjuwel, das in den letzten zehn oder mehr Jahren ausgegraben wurde. Dieses Album enthalte sowohl das fokussierte Feuer von A Love Supreme als einen Dankesruf an das Göttliche, als auch die chaotischere Inbrunst des „New Thing“, die dann in Coltranes kreativem Kreis zusammenfließe.

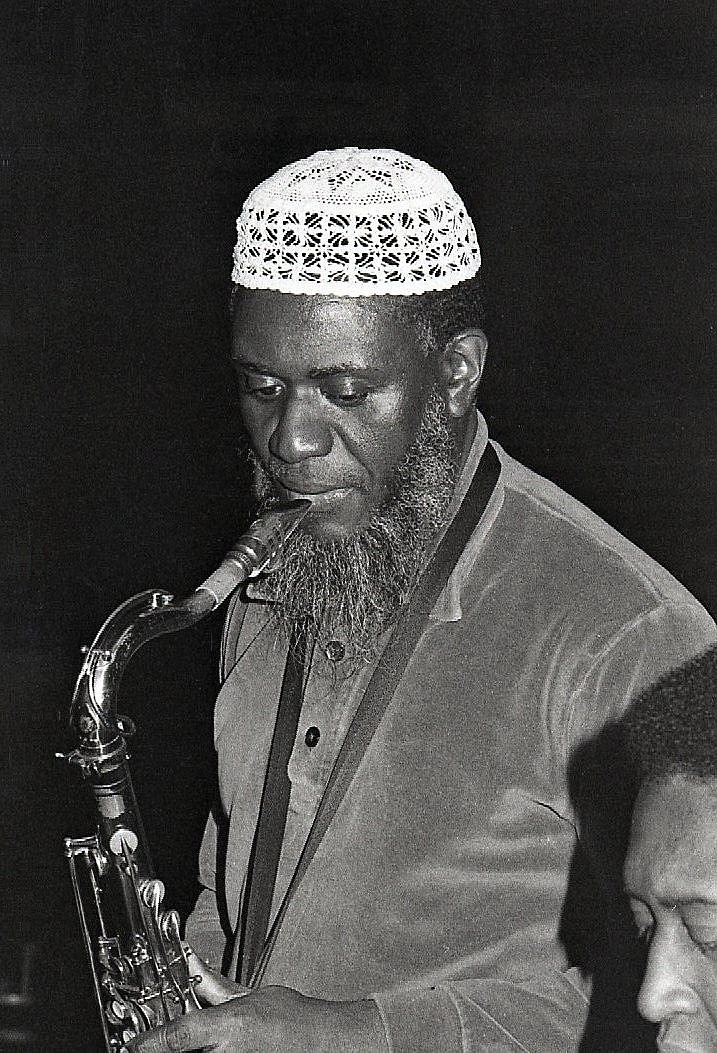
Pharoah Sanders (1981)

Mark Richarson verglich in seiner Kritik für Pitchfork Media A Love Supreme: Live in Seattle mit der anderen bekannten Live-Version Coltranes: „Die Version von Antibes ist hervorragend, aber dieses Set ist noch überzeugender, sowohl wegen der Besetzung als auch wegen der Art und Weise, wie Coltrane die Komposition erweitert.“ In Antibes halte die Band sich eng an die wesentliche Form des Stücks, improvisiere und verschönere, behalte aber die Form des Originals bei. In Seattle hingegen seien die Spieler frei, neues Terrain zu erkunden, wenn der Geist sie dazu bewege. Bemerkenswert sei jedoch, „wie unauffällig das ganze Ereignis war“: Während der Durchlauf im Juli auf dem französischen Jazzfestival aufgezeichnet wurde und ein Ansager die Szene einleitete, war dieser Abend in Seattle nur eine Station auf einer langen Tournee, ohne Vorankündigung und ohne, dass nach der Aufführung von einem Kritik etwas über die Aufführung geschrieben wurde.
John Newey (Jazzwise) meinte, diese Aufführung, die erheblich länger als das Original von A Love Supreme dauert, fange einen historischen Moment ein, als das neu gestaltete Sextett (sic) „mit Kraft und Geist“ in die Suite einsteige. Für Hank Shteamer, der das Album für Rolling Stone besprach, wird die Originalversion immer maßgebend bleiben, aber dennoch habe es etwas „Magisches und fast Grenzüberschreitendes“, wenn man ein lockeres und ungestümes Septett durch die vier Sätze des mittlerweile kanonischen Werks jagen höre. Die Veröffentlichung dokumentiere nicht nur eine Band im Umbruch (Tyner und Jones verließen die Gruppe bald, während Sanders bis zu Coltranes Tod mit ihm zusammenspielte); die Live-Version aus Seattle, die mehr als doppelt so lang ist wie die Studioeinspielung von Love Supreme, zeige zusätzlich, dass Coltranes bisher gewichtigstes Statement kein feststehendes Meisterwerk war, sondern ein andauerndes work in progress, „eine Startrampe für die nächste Phase seiner Suche.“
Auch nach Ansicht von John Fordham (The Guardian) präsentiert die Amateuraufnahme Coltrane und sein Ensemble in einem entscheidenden Moment. Zwischen der Studiosession von A Love Supreme Ende 1964 mit seinem klassischen Quartett (Pianist McCoy Tyner, Bassist Jimmy Garrison und Schlagzeuger Elvin Jones) und diesem Livemitschnitt vom folgenden Oktober hätte der rastlose Coltrane begonnen, vertrautes Terrain aufzugeben. Bereits das improvisierte Eröffnungs-Bass-Duett zeige eine lockerere Coltrane-Ensemble-Konzeption, bevor sich der berühmte Hook aus vier Noten in ständig wechselnden Tonarten zu entfalten beginnt. Auch wenn Tyner oft wie der Mann klinge, der auf dem Weg zu dem Ausgang ist, durch den er bald gehen sollte, sei dies dennoch ein einzigartiges Dokument einer wegweisenden Band des 20. Jahrhunderts.
Nach Ansicht von David A. Graham (The Atlantic) würden berühmte Jazzplatten ein Paradox darstellen: Die Essenz des Jazz sei „Improvisation, und es ist Musik, die dazu bestimmt ist, live gespielt zu werden.“ Jede Aufnahme sei einfach ein Dokument einer einzelnen Aufführung eines Stückes. Jazz wurde manchmal als „Amerikas klassische Musik“ bezeichnet, aber diese wohlmeinende Bezeichnung sei irreführend. Da es so wenige Versionen von A Love Supreme gebe, kann man sich das Stück leicht als in Stein gemeißelt vorstellen. Die Aufnahme in Seattle zerstöre diese Illusion. Die Musik sei erkennbar A Love Supreme – hier ist das Eröffnungsriff; da ist die vertraute Serpentinenmelodie von „Resolution“ – und doch noch etwas ganz anderes.